# Казапинта
Казапинта (итал. Casapinta) је насеље у Италији у округу Бијела, региону Пијемонт.
Према процени из 2011. у насељу је живело 415 становника. Насеље се налази на надморској висини од 431 м.

## Становништво
| 1936. | 1951. | 1961. | 1971. | 1981. | 1991. | 2001. | 2011. |
| ----- | ----- | ----- | ----- | ----- | ----- | ----- | ----- |
| 774   | 855   | 811   | 715   | 547   | 461   | 449   | 454   |